# لاک-ده-پلاژ، کبک
لاک-ده-پلاژ (به فرانسوی: Lac-des-Plages) شهری در منطقه شهری پاپینو ناحیه اوتاوه در استان کبک کانادا است. در سرشماری سال ۲۰۱۱ این شهر ۴۲۱ نفر جمعیت داشته‌است و مساحت آن ۱۲۱٫۷۸ کیلومتر مربع است.